# Gyula Pikler
Gyula Pikler (Timișoara, 21 maggio 1864 – Ecséd, 28 novembre 1937) è stato un filosofo ungherese.